# Typhlodromus dasiphorae
Typhlodromus dasiphorae är en spindeldjursart som beskrevs av Wu och Lan 1991. Typhlodromus dasiphorae ingår i släktet Typhlodromus och familjen Phytoseiidae. Inga underarter finns listade i Catalogue of Life.